# Chačik Momdžjan
Chačik (Felix) Nišanovič Momdžjan (rusky Ха́чик (Феликс) Ниша́нович Момджя́н; 25. února 1909, Trabzon, Osmanská říše – 22. ledna 1996) byl sovětský marxisticko-leninský filosof, doktor filosofických věd, profesor Lomonosovovy univerzity. Zaobíral se historickým materialismem a dějinami filozofie. Podílel se na šestisvazkových Dějinách filosofie za redakce Michaila Dynnika, které vyšly v SSSR v letech 1957–1965 a byly přeloženy do češtiny.